# Blessing Muzarabani
Blessing Muzarabani (* 2. Oktober 1996 in Murewa, Simbabwe) ist ein simbabwischer Cricketspieler, der seit 2017 für die simbabwische Nationalmannschaft spielt.

## Kindheit und Ausbildung
Muzarabani wuchs in Murewa, einer Kleinstadt nahe der Grenze zu Mosambik auf. Erst als er mit seiner Familie nach Highfield, einem Vorort von Harare, zog, hatte er die Umgebung, um sich als Cricketspieler zu entwickeln. Mit 15 Jahren durchlief er einen Wachstumsschub, so dass er heute eine Körpergröße von in etwa 1,98 m hat. Zunächst spielte er in den Jugendteams der Mashonaland Eagles, bevor er für die simbabwische U14-, U16- und U19-Mannschaft aufgenommen wurde.

## Aktive Karriere
Muzarabani spielte zunächst für das neugegründete First-Class Team der Rising Stars. Sein Debüt in der Nationalmannschaft gab er beim Test in Südafrika zum Jahreswechsel 2017/18. Kurz darauf gab er bei einem Drei-Nationen-Turnier in Bangladesch gegen den Gastgeber sein ODI-Debüt. Auch erzielte er bei dem Turnier gegen Sri Lanka 3 Wickets für 52 Runs. Im Februar gab er dann auch sein Debüt im Twenty20-Cricket gegen Afghanistan. Daraufhin wurde er für den ICC Cricket World Cup Qualifier 2018 nominiert, wobei er gegen Afghanistan 4 Wickets für 47 Runs erreichte. Er etablierte sich dann im Team, gab jedoch im August des Jahres bekannt, dass er nicht mehr für Simbabwe spielen wolle und stattdessen seine Zukunft in England sieht. Daraufhin unterschrieb er einen Vertrag mit Northamptonshire unter den Kolpak-Regeln. Jedoch spielte er im Winter auch im heimischen simbabwischen Cricket. Nachdem nach dem EU-Austritt des Vereinigten Königreichs die Regeln für Kolpak-Spieler geändert wurden und er ab der Saison 2021 nicht mehr hätte unter diesen Regeln in England spielen dürfen, wurde er zum Ende der Saison 2020 von Northampton entlassen.
Kurz darauf wurde er für die Tour in Pakistan nominiert. Dort erzielte er in der ODI-Serie 5 Wickets für 49 Runs und wurde als Spieler des Spiels ausgezeichnet. Im März 2021 kehrte er auch zurück zum Test Cricket und erzielte dabei gegen Afghanistan 4 Wickets für 48 Runs. Im April kam Pakistan nach Simbabwe und er erzielte in der Testserie zunächst 4 Wickets für 73 Runs im ersten und dann 3 Wickets für 8 Runs im zweiten Spiel. Im Sommer folgten beim Test gegen Bangladesch dann 4 Wickets für 94 Runs. Im ODI-Cricket konnte er dann in Irland 4 Wickets für 29 Runs erzielen. Im Januar erreichte er 3 Wickets für 46 Runs in Sri Lanka und im Sommer 2022 gegen Afghanistan 4 Wickets für 52 Runs. Im weiteren Verlauf des Sommers verletzte er sich am Oberschenkel und fiel einige Zeit aus. Im Oktober reiste er mit dem Team zum ICC Men’s T20 World Cup 2022 nach Australien. Dort erzielte er unter anderem gegen Irland 3 Wickets für 23 Runs.